# Young Love
『Young Love』（ヤング・ラヴ）は、サザンオールスターズの12作目のオリジナル・アルバムであり、本作の4曲目に収録されている楽曲名である。1996年7月20日にCDとカセットテープで発売。発売元はタイシタレーベル。
同年8月1日にはレコード、1997年4月23日にはMDとして発売されている。その後、2008年12月3日にCDとして再発売され、2014年12月17日からはダウンロード配信、2019年12月20日からはストリーミング配信が開始されている。

## 背景
前作『世に万葉の花が咲くなり』まで、制作に深く関わっていた小林武史とのタッグは本作からは無くなり、自身のセルフプロデュースのものが多くなった。本作はサザンのメンバーが最も影響を受けた1960年代から1970年代のロックを意識した作品で、原点回帰がテーマとなっている。
シングルからは「あなただけを 〜Summer Heartbreak〜」「愛の言霊 〜Spiritual Message〜」「太陽は罪な奴」が収録されているが、「あなただけを」の前に発売された「マンピーのG★SPOT」はアルバムのコンセプトと違ったために収録されていない。

## リリース
本作の発売日となった1996年7月20日は国民の祝日の一つである海の日が施行された日であり、土曜日の発売となった。
『世に万葉の花が咲くなり』では制作されなかったアナログ盤、MDも発売され、CDとカセットテープに加え全4形態のリリースとなった。
再発売
- 2008年12月3日（CD）VICL-63313 リマスタリング
- 2024年12月11日（ダウンロード・ストリーミング）リマスタリング

## アートワーク
ジャケットは2枚目アルバム『10ナンバーズ・からっと』以来約17年ぶりにメンバー全員の写真が使われた。ジャケットのデザインは信藤三雄が担当しており、メンバーはそれぞれ、1960年代から1970年代の洋楽ロックのジャケットのパロディをしている。
- 桑田佳祐：ボブ・ディラン『ナッシュヴィル・スカイライン』
- 大森隆志：ビートルズ『アビイ・ロード』
- 原由子：イッツ・ア・ビューティフル・デイ『It's a Beautiful Day』
- 関口和之：ビートルズ『サージェント・ペパーズ・ロンリー・ハーツ・クラブ・バンド』
- 松田弘：ローリング・ストーンズ『サタニック・マジェスティーズ』
- 野沢秀行：ローリング・ストーンズ『ゲット・ヤー・ヤ・ヤズ・アウト』

また、空を飛ぶ飛行船はレッド・ツェッペリンの『レッド・ツェッペリン I』のパロディである。

## チャート成績
発売2週目の1996年8月5日付のオリコンチャートでミリオンセラーを記録し、最終的には累計249.4万枚（オリコン調べ）を売り上げた。シングル・アルバムを通して自身初のダブルミリオンを達成し、オリジナルアルバムでは最大のセールスを記録している。

## 収録曲
全作曲：桑田佳祐。既発曲の解説は各収録作品を参照のこと。
| #         | タイトル                               | 作詞                                      | 作曲・編曲 | 編曲                                                           | 時間 |
| --------- | -------------------------------------- | ----------------------------------------- | ---------- | -------------------------------------------------------------- | ---- |
| 1.        | 「胸いっぱいの愛と情熱をあなたへ」     | 桑田佳祐 トミー・スナイダー（英語補作詞） |            | サザンオールスターズ                                           | 3:51 |
| 2.        | 「ドラマで始まる恋なのに」             | 桑田佳祐                                  |            | サザンオールスターズ                                           | 5:33 |
| 3.        | 「愛の言霊 〜Spiritual Message〜」     | 桑田佳祐                                  |            | サザンオールスターズ 山本拓夫（SAX SOLI編曲）                  | 5:40 |
| 4.        | 「Young Love (青春の終わりに)」        | 桑田佳祐                                  |            | サザンオールスターズ                                           | 4:01 |
| 5.        | 「Moon Light Lover」                   | 桑田佳祐                                  |            | サザンオールスターズ 山本拓夫 & サザンオールスターズ（管編曲） | 4:54 |
| 6.        | 「汚れた台所」                         | 桑田佳祐                                  |            | サザンオールスターズ                                           | 4:16 |
| 7.        | 「あなただけを 〜Summer Heartbreak〜」 | 桑田佳祐                                  |            | サザンオールスターズ 山本拓夫 & サザンオールスターズ（管編曲） | 5:16 |
| 8.        | 「恋の歌を唄いましょう」               | 桑田佳祐                                  |            | サザンオールスターズ 中西俊博 & サザンオールスターズ（弦編曲） | 4:27 |
| 9.        | 「マリワナ伯爵」                       | 桑田佳祐                                  |            | サザンオールスターズ                                           | 4:12 |
| 10.       | 「愛無き愛児 〜Before The Storm〜」    | 桑田佳祐 トミー・スナイダー（英語補作詞） |            | サザンオールスターズ                                           | 4:48 |
| 11.       | 「恋のジャック・ナイフ」               | 桑田佳祐                                  |            | サザンオールスターズ                                           | 4:37 |
| 12.       | 「Soul Bomber (21世紀の精神爆破魔)」   | 桑田佳祐 トミー・スナイダー（英語補作詞） |            | サザンオールスターズ 山本拓夫 & サザンオールスターズ（管編曲） | 4:35 |
| 13.       | 「太陽は罪な奴」                       | 桑田佳祐 トミー・スナイダー（英語補作詞） |            | サザンオールスターズ 中西俊博 & サザンオールスターズ（弦編曲） | 4:21 |
| 14.       | 「心を込めて花束を」                   | 桑田佳祐                                  |            | 宮川泰                                                         | 4:09 |
| 合計時間: | 合計時間:                              | 合計時間:                                 | 合計時間:  | 64:40                                                          |      |

1. 胸いっぱいの愛と情熱をあなたへ
桑田出演のゼネラルモーターズ「キャデラック・セビル（AK34K型）」CMソング。
タイトルの「胸いっぱいの愛」は、レッド・ツェッペリンの楽曲「胸いっぱいの愛を」から引用されており、スネアの音やコーラスワークもレッド・ツェッペリンを意識した楽曲になっている[1]。
2. ドラマで始まる恋なのに
バラード曲であり[1]、歌詞は日本語のみで構成されている[13]。
一部では「TSUNAMI」のプロトタイプとも評されている[1]。Bメロに重なるオルガンに対してはドアーズを彷彿させると評された[1]。
ライブで歌唱されたことはないが人気は高く、2008年のライブ『真夏の大感謝祭』でファンを対象に行ったリクエストランキングでは33位になった[14]。
3. 愛の言霊 〜Spiritual Message〜
37枚目シングル。
4. Young Love (青春の終わりに)
タイトル曲であり、ギター・ハーモニカ・コーラスワークやサウンドは初期のビートルズを意識している[1][3]。
タイトルにある「Young Love」という言葉はレコーディングの一年前から桑田の自宅のメッセージボードに書き記されていた言葉であった。桑田はこの曲を「同世代へのエールというか、お互いへの励ましでもある」と語っている[15]。
5. Moon Light Lover
ニフティ「NIFTY-Serve」（現・NIFTY-SERVE）CMソング。
ドラムの松田弘のお気に入りの楽曲[16]。
歌詞に登場する「匂艶（にじいろ）」は「匂艶 THE NIGHT CLUB」でも使用された桑田の造語である。
本楽曲のベースはミュージックシーケンサーで打ち込んでおり、ソウル・ミュージック風に仕上がっている[1][3]。
ベストアルバム『海のYeah!!』や、バラードアルバム『バラッド3 〜the album of LOVE〜』にも収録されている。
6. 汚れた台所
社会・政治などを憂いた歌詞のロックナンバー。ボブ・ディランの要素が取り入れられている[15]。
メンバー一同がスタジオに集い、サポートメンバー無しの一発録りでレコーディングされた[1]。
7. あなただけを 〜Summer Heartbreak〜
36枚目シングル。
8. 恋の歌を唄いましょう
原由子ボーカル曲。ベッツイ&クリスを連想させるようなアコースティックテイストで、昭和歌謡曲をイメージさせるような楽曲になっている[1][3]。
9. マリワナ伯爵
タイトル通り、大麻（マリファナ）を題材とした楽曲で[1]、歌詞にローリング・ストーンズが登場している。
このアルバムのコンセプトになっている1960年代から1970年代の欧米のミュージシャン・音楽業界ではこの曲のテーマとなっている大麻や麻薬を始めとした快楽や幻覚をもたらすドラッグを使用し、その体験を音楽に取り入れるドラッグ・カルチャーが流行しており、サイケデリック・ミュージックなどのようなジャンルも生まれ、かつては「セックス、ドラッグ、ロックンロール」がミュージシャンの合言葉だったほど当時のロックを語るにおいて欠かせない要素になっていた[1][17]。なお、日本ではこういった行為や大麻の所持は法律によって罰せられている[1]。
本楽曲を製作した桑田は違法薬物の存在やミュージシャンの薬物乱用に関して批判的な考えを持っており、「ドラッグに頼ればいい音楽をつくれるわけでもありませんしね」「（酒の席でドラッグの使用を勧められた過去や、時間にルーズ・演奏中に高熱を出すといった薬物使用者の症状を語った上で）そんな風にはなりたくないなと思ったんですよね」「そっちの方向に流されなかったのは、運が良かったのかもね」と語っている[18][17][19]。
10. 愛無き愛児 〜Before The Storm〜
サウンドや歌詞は、ビートルズやレッド・ツェッペリン、クイーン「ボヘミアン・ラプソディ」を混ぜたようなものであり[1][3]、サビなどが変拍子になっている。
アルバム『バラッド3』にも収録されている。
11. 恋のジャック・ナイフ
シングル「愛の言霊 〜Spiritual Message」のカップリング曲。
イントロのDJの声のみ、シングル盤とアルバム盤では異なり[20]、『海のYeah!!』にもこちらのアルバムバージョンで収録された。
12. Soul Bomber (21世紀の精神爆破魔)
サブタイトルの「21世紀の精神爆破魔」は、キング・クリムゾンの楽曲「21世紀のスキッツォイド・マン（21世紀の精神異常者）」から引用している[1][3]。
13. 太陽は罪な奴
38枚目シングル。
前曲「Soul Bomber」後奏のクラクションの効果音から繋がる形で、冒頭に波音が加えられている。都会の無機質な雑音から一転して浜辺の波音に変わる、コンセプトアルバムの応用。
14. 心を込めて花束を
およそオーケストラとピアノの伴奏だけで歌われているバラード曲[1]。この曲は当アルバムの他の収録曲と異なり、桑田の頭にあった『シャボン玉ホリデー』的なサウンドをやってみようというコンセプトで制作され、編曲に宮川泰を起用し、フルオーケストラアレンジの楽曲になった[21]。
桑田がラッツ&スターのメンバーの結婚式に出席した際に、鈴木雅之の父親が泣いていた姿を見たことが本楽曲を生むきっかけになったとされている[22]。
アルバム『バラッド3』にも収録されている。
46枚目のシングル「この青い空、みどり 〜BLUE IN GREEN〜」では2000年8月に行われた野外コンサート『サザンオールスターズ 茅ヶ崎ライブ』で歌唱された音源を収録している[23]。
『桑田佳祐のやさしい夜遊び』（TOKYO FM）2013年4月6日放送分では、サザンのファンである矢部浩之（ナインティナイン）が青木裕子と結婚した事を受け、桑田が祝福のコメントをした上で生歌のコーナーで歌唱した[24][25]。

## 参加ミュージシャン
- 桑田佳祐 - ボーカル(#1～7.9～14)、ギター(#1～14)
- 大森隆志 - リードギター(#1～14)
- 関口和之 - ベース(#1～4.6～14)
- 松田弘 - ドラムス(#1～14)
- 原由子 - キーボード(#1～14)、ボーカル(#8)
- 野沢秀行 - パーカッション(#1～14)

| 胸いっぱいの愛と情熱をあなたに - 角谷仁宣 - コンピュータ・オペレーション ドラマで始まる恋なのに - 山本拓夫 - ソプラノ・サクソフォーン - 角谷仁宣 - コンピュータ・オペレーション 愛の言霊 〜Spiritual Message〜 - 小倉博和 - ガット・ギター - 山本拓夫 - テノール & バリトン・サクソフォーン - 梅田英春 - インドネシアン・ラップ - 角谷仁宣 - コンピュータ・オペレーション - 小林克也 - SPECIAL THANKS Young Love (青春の終わりに) - 角谷仁宣 - コンピュータ・オペレーション Moon Light Lover - 山本拓夫 - テノール・サクソフォーン & フルート - 荒木敏男 - トランペット & フリューゲルホルン - 菅坡雅彦 - トランペット & フリューゲルホルン - 村田陽一 - トロンボーン - 角谷仁宣 - コンピュータ・オペレーション 汚れた台所 - 角谷仁宣 - コンピュータ・オペレーション あなただけを 〜Summer Heartbreak〜 - 山本拓夫 - テノール & バリトン・サクソフォーン - 荒木敏夫 - トランペット - 角谷仁宣 - コンピュータ・オペレーション - 高安錬太郎 - コンピュータ・オペレーション | 恋の歌を唄いましょう - 飛鳥ストリングス - ストリングス - 角谷仁宣 - コンピュータ・オペレーション マリワナ伯爵 - 角谷仁宣 - コンピュータ・オペレーション 愛無き愛児 〜Before The Storm〜 - 角谷仁宣 - コンピュータ・オペレーション 恋のジャック・ナイフ - 角谷仁宣 - コンピュータ・オペレーション - 川崎悦子 - SPECIAL THANKS Soul Bomber (21世紀の精神爆破魔) - 山本拓夫 - ソプラノ、テノール & バリトン・サクソフォーン - 角谷仁宣 - コンピュータ・オペレーション 太陽は罪な奴 - 山本拓夫 - テノール・サクソフォーン - 飛鳥ストリングス - ストリングス - 角谷仁宣 - コンピュータ・オペレーション 心を込めて花束を - 上柴はじめ - キーボード - 清岡太郎 - トロンボーン - 松本治 - トロンボーン - 宮本直樹 - トロンボーン - 高桑英世 - フルート - 岩佐和弘 - フルート - 十亀正司 - クラリネット - 石橋雅一 - オーボエ - 藤田乙比古 - ホルン - 田場英子 - ホルン - 朝川朋之 - ハープ - 小池弘之STRINGS - ストリングス - 角谷仁宣 - コンピュータ・オペレーション |

## ライブ映像作品
| 曲名                               | 作品名                                                                                                  | 備考                                                                                    |
| ---------------------------------- | --- | --------------------------------------------------------------------------------------- |
| 胸いっぱいの愛と情熱をあなたへ     | 平和の琉歌 〜Stadium Tour 1996 "ザ・ガールズ万座ビーチ" in 沖縄〜                                       | DVD版のエクストラメニュー「Stadium Tour 1996 "ザ・ガールズ万座ビーチ"」に一部のみ収録。 |
| 胸いっぱいの愛と情熱をあなたへ     | SUMMER LIVE 2003「流石だスペシャルボックス」胸いっぱいの “LIVE in 沖縄” & 愛と情熱の “真夏ツアー完全版” |                                                                                         |
| ドラマで始まる恋なのに             | 未収録                                                                                                  |                                                                                         |
| 愛の言霊 〜Spiritual Message〜     | →「 愛の言霊 〜Spiritual Message〜 § ライブ映像作品 」を参照                                            |                                                                                         |
| Young Love (青春の終わりに)        | 平和の琉歌 〜Stadium Tour 1996 "ザ・ガールズ万座ビーチ" in 沖縄〜                                       | DVD版のエクストラメニュー「Stadium Tour 1996 "ザ・ガールズ万座ビーチ"」に一部のみ収録。 |
| Moon Light Lover                   | 平和の琉歌 〜Stadium Tour 1996 "ザ・ガールズ万座ビーチ" in 沖縄〜                                       | DVD版のエクストラメニュー「Stadium Tour 1996 "ザ・ガールズ万座ビーチ"」に一部のみ収録。 |
| Moon Light Lover                   | 1998 スーパーライブ in 渚園                                                                             |                                                                                         |
| Moon Light Lover                   | SUPER SUMMER LIVE 2013 「灼熱のマンピー!! G★スポット解禁!!」 胸熱完全版                                 |                                                                                         |
| Moon Light Lover                   | LIVE TOUR 2019 “キミは見てくれが悪いんだから、アホ丸出しでマイクを握ってろ!!” だと!? ふざけるな!!       |                                                                                         |
| Moon Light Lover                   | 茅ヶ崎ライブ2023                                                                                        |                                                                                         |
| 汚れた台所                         | 平和の琉歌 〜Stadium Tour 1996 "ザ・ガールズ万座ビーチ" in 沖縄〜                                       | DVD版のエクストラメニュー「Stadium Tour 1996 "ザ・ガールズ万座ビーチ"」に一部のみ収録。 |
| あなただけを 〜Summer Heartbreak〜 | →「 あなただけを 〜Summer Heartbreak〜 § ライブ映像作品 」を参照                                        |                                                                                         |
| 恋の歌を唄いましょう               | 平和の琉歌 〜Stadium Tour 1996 "ザ・ガールズ万座ビーチ" in 沖縄〜                                       | DVD版のエクストラメニュー「Stadium Tour 1996 "ザ・ガールズ万座ビーチ"」に一部のみ収録。 |
| マリワナ伯爵                       | 平和の琉歌 〜Stadium Tour 1996 "ザ・ガールズ万座ビーチ" in 沖縄〜                                       | DVD版のエクストラメニュー「Stadium Tour 1996 "ザ・ガールズ万座ビーチ"」に一部のみ収録。 |
| 愛無き愛児 〜Before The Storm〜    | 平和の琉歌 〜Stadium Tour 1996 "ザ・ガールズ万座ビーチ" in 沖縄〜                                       | DVD版のエクストラメニュー「Stadium Tour 1996 "ザ・ガールズ万座ビーチ"」に一部のみ収録。 |
| 恋のジャック・ナイフ               | →「 愛の言霊 〜Spiritual Message〜 § ライブ映像作品 」を参照                                            |                                                                                         |
| Soul Bomber (21世紀の精神爆破魔)   | 平和の琉歌 〜Stadium Tour 1996 "ザ・ガールズ万座ビーチ" in 沖縄〜                                       | DVD版のエクストラメニュー「Stadium Tour 1996 "ザ・ガールズ万座ビーチ"」に一部のみ収録。 |
| Soul Bomber (21世紀の精神爆破魔)   | おいしい葡萄の旅ライブ –at DOME & 日本武道館-                                                           |                                                                                         |
| 太陽は罪な奴                       | →「 太陽は罪な奴 § ライブ映像作品 」を参照                                                              |                                                                                         |
| 心を込めて花束を                   | 平和の琉歌 〜Stadium Tour 1996 "ザ・ガールズ万座ビーチ" in 沖縄〜                                       | DVD版のエクストラメニュー「Stadium Tour 1996 "ザ・ガールズ万座ビーチ"」に一部のみ収録。 |
| 心を込めて花束を                   | FILM KILLER STREET (Director's Cut) & LIVE at TOKYO DOME                                                |                                                                                         |